# Šelestenje
Šelestenje je slovenski celovečerni igrani film, 2002.
Celovečerni prvenec režiserja Janeza Lapajneta, dolg 90 minut je nastal v produkciji Triglav filma, Ljubljana (zdaj Domžale) in koprodukciji VPK, Ljubljana. Prvič je bil javno predvajan 29. marca 2002, v Slovenski kinoteki, v Ljubljani ((p)osebna premiera), televizijska primera pa je bila na programu YLE, na Finskem, leta 2004. Snemanje filma je potekalo od 1. do 15. julija 2001 v Beli krajini. Šelestenje je bilo prvi film, ki se je v dosedanji zgodovini Festivala slovenskega filma ovenčal tako z vesno za najboljši film kot z nagradama kritikov in občinstva. Pozneje je to uspelo le še Razrednemu sovražniku (2013), ki je prav tako nastal pod okriljem Triglav filma,

## Ekipa
- Režija: Janez Lapajne
- Zasedba: Barbara Cerar (Katarina), Rok Vihar (Luka), Grega Zorc (Primož), Maša Derganc (Ana), Mateja Koležnik (lekarnarka), Val Fürst (tamal), Miha Brajnik (Miško), Katja Pavlič (deklica) in drugi
- Direktor fotografije in snemalec: Matej Križnik
- Glasba: Uroš Rakovec
- Montaža: Janez Lapajne, Janez Bricelj in Matjaž Kenda
- Scenografija: Janez Lapajne in Damir Leventič
- Kostumografija: Barbara Podlogar
- Maskerka: Gabrijela Fleischman
- Luč: Milan Prebil
- Snemalec zvoka: Jože Trtnik
- Oblikovanje zvoka: Boštjan Kačičnik in Michael Hinreiner
- Izvršna producentka: Aiken Veronika Prosenc
- Producenta: Janez Lapajne in Aiken Veronika Prosenc
- Koproducent: Andrej Kregar.

## Nagrade
- 5. festival slovenskega filma, Portorož, Slovenija 2002:
  - vesna za najboljši film (Janez Lapajne in Aiken Veronika Prosenc, Triglav film),
  - vesna za najboljšega igralca (Grega Zorc)
  - nagrada filmskih kritikov za najboljši film (Janez Lapajne),
  - nagrada občinstva za najboljši film (Janez Lapajne in Aiken Veronika Prosenc, Triglav film),
  - nagrada Synchro filma, Dunaj (Janez Lapajne in Aiken Veronika Prosenc, Triglav film)
  - nagrada revije Stop (Grega Zorc)

- 7. Verona Film Festival - Schermi d'Amore, Verona, Italija, 2003:
  - srebrna vrtnica za najboljši film po izboru 30-članske žirije mladih